# Anapi
Anapi is een inheems dorp in het ressort Coeroenie in het uiterste zuiden van het Surinaamse district Sipaliwini, op 398 meter boven zeeniveau.
De landingsbaan van Alalapadoe ligt op circa 17 kilometer afstand van het dorp.
Anapi ligt aan een inheems looppad vanaf de Sipaliwinirivier, tussen Soeli en Papai.
Alalapadoe · Amatopo · Anapi · Atipakondre · Coeroenie · Kasjoe-eiland · Kwamalasamoetoe · Lucie · Sakuru · Sipaliwinisavanne · Vier Gebroeders